# Lasson, Calvados

Lasson este o comună în departamentul Calvados, Franța. În 1 ianuarie 2018 avea o populație de 568 de locuitori.